# 니시쿠니타치역
니시쿠니타치역(일본어: 西国立駅, にしくにたちえき)은 일본 도쿄도 다치카와시에 있는 동일본 여객철도(JR 동일본) 난부 선의 철도역이다.

## 역 구조
- 상대식 승강장 2면 2선의 지상역. 1번선 승강장의 가와사키 역 쪽에 역사를 가진다.
- 1일 2본 당역 시발 열차가 있다.

### 타는 곳
| 1 | ■ 난부 선 | 부바이가와라, 후추혼마치, 노보리토, 가와사키 방면 |
| 2 | ■ 난부 선 | 다치카와 방면                                     |

## 이용 상황
2008년도의 1일 평균 승차 인원은 9,750명이었다.

## 역사
- 1929년 12월 11일 - 난부 철도 부바이가와라역 - 다치카와역 간의 개통시에 개업.
- 1944년 4월 1일 - 난부 철도의 국유화에 의해 일본국유철도 난부 선의 역이 된다. 인접지에 다치카와 기관구를 개설.
- 1951년 3월 1일 - 화물 취급을 개시.
- 1963년 4월 1일 - 화물 취급을 폐지.
- 1984년 7월 1일 - 다치카와 기관구를 폐지.
- 1987년 4월 1일 - 국철 분할 민영화에 의해 JR 동일본 난부 선의 역이 된다.

## 인접한 역
| 동일본 여객철도 난부 선    | 동일본 여객철도 난부 선 | 동일본 여객철도 난부 선 |
| -------------------------- | ----------------------- | ----------------------- |
| JN 24 야가와 가와사키 방면 | 난부 선                 | JN 26 다치카와 방면     |